# Emarginula xishaensis
Emarginula xishaensis is een slakkensoort uit de familie van de Fissurellidae. De wetenschappelijke naam van de soort is voor het eerst geldig gepubliceerd in 1986 door Lu.